# 45500 Мотеґі
45500 Мотеґі (45500 Motegi) — астероїд головного поясу, відкритий 27 січня 2000 року.
Тіссеранів параметр щодо Юпітера — 3,203.